# Fréjeville
Fréjeville é uma comuna francesa na região administrativa da Occitânia, no departamento de Tarn. Estende-se por uma área de 9.48 km², e possui 682 habitantes, segundo o censo de 2018, com uma densidade de 72 hab/km².